# Galloi

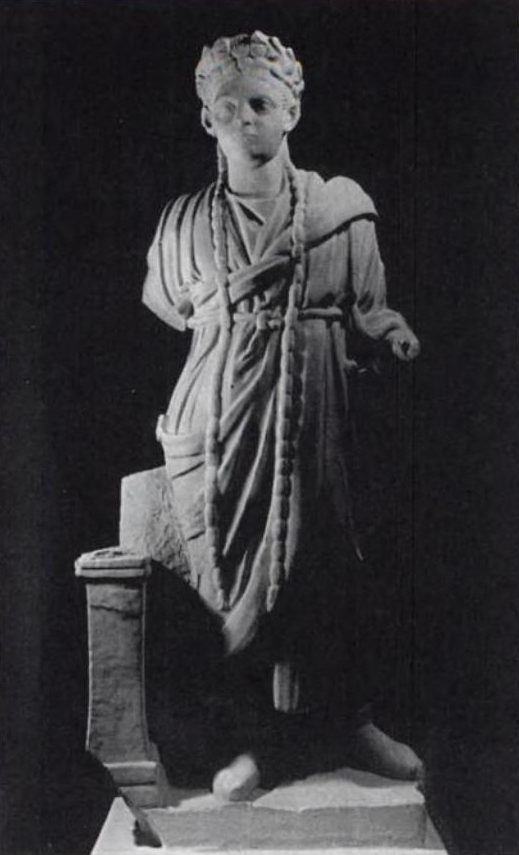
Ein Priester der Kybele, Museum of Cherchell, 2. bis 3. Jahrhundert n. Chr.

Galloi (griech.: γάλλοι, lateinisch.: galli) waren die kastrierten Priester oder Tempeldiener der antiken phrygischen Großen Göttin Kybele bzw. Großen Mutter (griech.: μήτηρ).

## Die Selbstentmannung
Die Galloi kastrierten sich selbst nach orgiastisch gesteigerter Raserei während der feierlichen Züge für die Mutter-Göttin mit einem scharfen Stein. Laut Burkert hatte diese öffentlich durchgeführte Verstümmelung den Zweck, die Zuschauer zu erschrecken und zu Spenden zu bewegen. Lukian von Samosata zufolge zogen die galloi in Hierapolis nach der Kastration in der Stadt umher: Sie erhielten weibliche Kleider und Schmuck aus dem Haus, in das sie die abgeschnittenen Genitalien hineinwarfen (Dea Syria 51). Nach der Kastration durften die galloi sich ausschließlich von dem Fleisch der Opfertiere ernähren. Nach Augustinus war der Glaube verbreitet, dass die Kastration den galloi besonderes Glück nach dem Tod bescheren konnte. Nach einer von Tertullian überlieferten Interpretation des Rituals, die wahrscheinlich eine Selbstdarstellung der galloi wiedergibt, entspreche die Kastration dem Schneiden der Ähre und die am eigenen Körper verursachten Wunden dem Pflügen der Erde.
Das Ritual der Selbstverstümmelung der galloi blieb zunächst auf den anatolischen und kleinasiatischen Kultkreisen der Muttergottheit begrenzt und war das eigentliche Merkmal dieses Kults in dem Priesterstaat Pessinus. Das älteste griechische Zeugnis dieses Rituals findet sich bei Plutarch (Plutarch, Nicias  13,2) und verweist auf das 5. Jahrhundert v. Chr.
Gegenstand der Diskussion ist, inwieweit und in welchem Umfang es sich bei Galloi nach heutigem Verständnis um transgeschlechtliche Menschen handelte, die sich eigentlich als Frau fühlten und daher diesen Lebensweg beschritten, wie es bei den heute noch existierenden Hijras in Indien festzustellen ist. Allerdings wurde die Selbstentmannung in Rom kaum geduldet. Im Jahr 102 v. Chr. wurde ein Sklave, der sich im Rahmen des Kybele-Kultes entmannt hatte, des Landes verwiesen. Unter Domitian wurde zunächst unter Strafe gestellt, Sklaven zu kastrieren, unter Hadrian bei Todesstrafe verboten, Freie oder Unfreie zu kastrieren, auch nicht bei Einwilligung. Gleiches galt bei Selbstkastration. Strafbedroht waren der durchführende Arzt und der einwilligende Kastrierte. Die Regelung wurde bis in die Spätantike immer wieder durch kaiserliche Erlasse bestätigt, unter Iustinian mit der Talion bedroht.

## Gründungslegenden

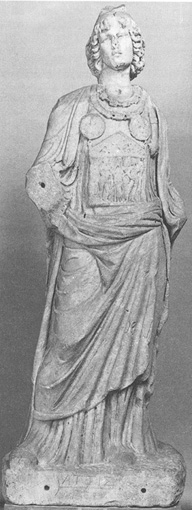
Statue eines Gallos

Neben dem Attis-Mythos ist eine Gründungslegende des Rituals der Selbstkastration der galloi von Lukian von Samosata (Dea Syra, 19–26) überliefert worden. Nach dieser Legende wurde die syrische Königin Stratonikes im Traum beauftragt, einen Tempel für die Große Göttin in Hierapolis zu errichten. Als Begleiter für die Reise sei der Königin ein Junge namens Kombabos gegeben worden: Dieser habe vorausgesehen, dass gegen ihn der Verdacht des Beischlafs mit der Königin entstehen würde. Um sich vor dieser Anschuldigung verteidigen zu können, habe Kombabos sich die Genitalien abgetrennt, einbalsamiert und in einem Behälter beim König hinterlassen. Als er später von der Königin beschuldigt wurde, sie vergewaltigt zu haben, habe Kombabos den König aufgefordert, den von ihm hinterlassenen Behälter zu öffnen, und damit seine Unschuld beweisen können.
Ein viel älterer mesopotamischer Mythos, der vielfach in Verbindung mit dem von den galloi vollzogenen Ritual gebracht worden ist, ist die Reise Inannas in die Unterwelt. In dem sumerischen Mythos ist die aus der Unterwelt rückkehrende Inanna von bewaffneten, gefährlichen Wesen begleitet, die nicht essen und nur vernichten können. Der Name für diese Wesen ist GALA. Im Akkadischen bezeichnete kalû die Priester, die in geheimen Riten die Trommel mit dem Fell des geopferten Stiers vorbereiteten.

## Diegalliin Rom

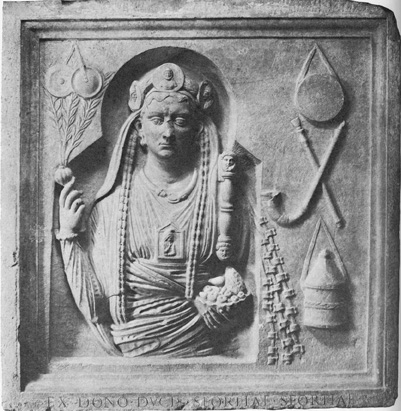
Relief mit der Darstellung eines Gallus, Lanuvium, Mitte 2. Jahrhundert, Rom, Kapitolinische Museen

Der Kult der Großen Göttin wurde in Rom mit dem offiziellen Namen Mater Deum Magna Idaea bzw. Mater Magna während des Hannibal-Krieges im Jahr 204 v. Chr. eingeführt. Hier wurde der Kult nicht nur von Priestern, sondern auch durch Kollegien von Laien unterstützt und hatte ein großes Jahresfest im März, dessen Höhepunkt der sogenannte dies sanguinis, der „Tag des Blutes“, war: Auch in der hier herbeigebrachten ekstatischen Raserei entmannten sich anfangs galli bisweilen und verletzten sich mit Messern und Beilen. Doch achtete der römische Staat von Anbeginn auf eine strikte Trennung zwischen pessinusischen Ritualen und stadtrömischem Kultus. Mit dem Verbot der Kastration stand das entsprechende Priesteramt auch römischen Bürgern offen, die den Quindecimviri sacris faciundis unterstellt waren und von diesen bestätigt werden mussten. Die lokalen Kulte werden einem Archigallus als Oberaufseher unterstellt, der seinerseits von den Quindecimviri sacris faciundis auf Antrag der Gemeindebehörden bestellt wird. Der Archigallus war in keinem Fall ein Kastrat, sondern in der Regel angesehener römischer Bürger, im Fall von Rom während der Kaiserzeit meist vornehme Freigelassene. Dennoch verbreiteten sich Kult und zugehöriges Priesterwesen samt Kastraten in Kaiserzeit und Spätantike.